# 폴로 지
폴로 G(Polo G, 1999년 1월 6일 출생)로 알려진 타우르스 트레마니 바틀렛(Taurus Tremani Bartlett)은 미국의 래퍼이다. 그는 싱글 앨범 "Fine Things"과 릴 티제이(Lil Tjay)가 피처링한 "Pop Out(팝 아웃)"으로 유명해졌다. 그의 데뷔 앨범 "Die a Legend(2019)"는 전반적으로 긍정적인 평가를 받았고 미국 빌보드 200에서 6위로 정점을 찍었고 미국 음반 산업 협회로부터 뮤직 레코딩 인증을 받았다.
바틀릿의 두 번째 정규 음반 "The Goat (앨범)"(2020)은 빌보드 200에서 2위로 정점을 찍었다. 그리고 빌보드 핫 100 차트에서 10개의 싱글을 차트에 올렸다. 그의 주류의 성공은 그의 세 번째 정규 앨범 "Hall of Fame (Polo G album)" (2021년)으로 계속되었는데, 이 앨범은 바틀렛(Bartlett)의 첫 번째 차트 1위 앨범이 되었고 그의 첫 번째 싱글 "Rapstar"를 포함했다.

## 생애
타우르스 트레마니 바틀렛(Taurus Tremani Bartlett)은 일리노이주 시카고의 올드타운에서 타우루스 바틀렛과 스테이시아 맥 사이에서 태어났다.
 전 부동산 관리인인 맥은, 바틀렛의 관리인으로 일하고 있다. 그는 카브리니-그린 홈스(Cabrini–Green Homes)의 맞은편에 있는 마셜 필드 가든 아파트(Marshall Field Garden Apartments)에서 자랐다. 그는 4명의 아이들 중 둘째이며 언니, 남동생 토렌(Taurean), 그리고 트렌치 베이비(Trench Baby)라는 예명으로 랩을 하고 있는 여동생을 두고 있다.고등학교를 졸업한 후, 바틀렛은 방송 전공과 함께 링컨 대학교(펜실베이니아)에 합격했지만, 그의 첫 날에 가지 않기로 결정했고, 풀타임 음악 경력을 추구하기로 결정했다. 그는 갱스터 디시플즈(Gangster Disciples)와 같은 갱스터들과 불화를 일으키는 것으로 알려진 시카고의 갱 미키 코브라스(Mickey Cobras)와 제휴하고 있다.

## 경력

### 2018–2019: 컬럼비아 레코드와의 계약과Die a Legend
바틀렛이 녹음한 첫 번째 곡은 〈ODA〉로, 유튜브에 공개했다. 2018년 SoundCloud 계정 생성 후, 그는 "Gang with Me"라는 곡을 발표했고, 이 곡은 순식간에 수백만 개의 희곡을 모았다. 그는 계속해서 그의 노래 "Welcome Back"과 "Neva Careed"로 관심을 끌었다. 바틀렛(Bartlett)은 수감 중에 작곡한 곡인 〈Fine Things〉를 2018년 하반기에 발표했고 빠르게 수백만 뷰를 얻었다. 2019년 초, 바틀렛은 빌보드 핫 100에서 11위로 정점을 찍은 릴 티제이(Lil Tjay)가 참여한 "Pop Out"을 발매했다.이 곡의 뮤직비디오는 유튜브에서 2억 뷰 이상을 얻었고 그가 컬럼비아 레코드와 음반 계약을 맺게 되었다. 바틀렛은 2019년 6월 7일 발매된 데뷔 정규 앨범 "Die a Legend"의 수록곡 "Deep Wrings", "Through da Storm", "Effortless", "Dyin' Bread"의 뮤직비디오를 발표했으며, 빌보드 200에서 6위를 기록했다. 2019년 후반에 발매된 싱글 "Heartless"는 머스터드(음반 프로듀서)의 프로듀싱으로, 이후 그의 두 번째 앨범에 수록되었다.

### 2020–현재:The Goat,Hall of Fame, 온리 드리머스 어치브 레코드 설립
2020년 2월 14일, 바틀렛(Bartlett)은 마이크 윌 메이드 잇(Mike Will Made It)이 프로듀싱하고 테이 키스가 공동 프로듀싱한 랩퍼 스턴나 4 베가스(Stunna 4 Vegas), NLE 쵸파(NLE Choppa)와 함께 트랙 "Go Stupty"를 발매했다. "Go Stupid"는 "Pop Out"에 이어 핫 100에서 두 번째 곡이 되었고, 60위를 기록했다. 이후 바틀렛은 2020년 5월 15일 두 번째 정규 음반 《The Got (앨범)》을 발매했다.이 음반은 빌보드 200에서 2위로 데뷔했고, 이 음반의 10곡은 핫 100에서 히트했으며, 그 중에는 주스 월드가 피처링한 〈Flex〉와 릴 베이비가 피처링한 〈Be Something〉이 있다. 같은 달, 그는 릴 더크의 "3 Headed Got"에 릴 베이비와 함께 등장했고, 빌보드 핫 100에서 43위를 기록했다. 7월, 바틀렛은 《Hate the Other Side》라는 곡으로 쥬스 월드의 사후 앨범 《Legends Never Die (Juice Wrld album)》에 출연했다. 이 곡은 그의 첫 번째 톱 10 싱글이자 전체 차트에서 가장 높은 차트인 빌보드 핫 100에서 10위로 정점을 찍었다. 2020년 8월 11일, 그는 XXL의 2020년 신인에 포함되었다. 그 달 말, 그는 싱글 "Martin & Gina"의 뮤직비디오를 발표했는데, 이 뮤직비디오는 빌보드 핫 100에서 61위를 기록했다. 9월에, 그는 싱글 "Epidemic (노래)"을 발매했고, 빌보드 핫 100에서 47위로 정점을 찍었다. 2020년 10월 30일, 그는 킹 본의 "The Code (노래)". 그의 데뷔 앨범 "Welcome to O'Block"에 수록되었다. 이 곡은 빌보드 핫 100에서 66위로 정점을 찍었고 캐나다에서 차트 1위에 올랐다.
9월, 바틀렛은 시러큐스에 기반을 둔 아티스트 스코리와 함께 자신의 레코드 레이블인 Only Dreamers Achieve (ODA)를 발표했다.
바틀렛은 2021년 포브스 30 언더 30 목록에 음악 부문으로 선정되었다.
2021년 2월 5일, 싱글 "GNF (OKOK)"를 발매했다.2월 12일, 그는 영화 "유다와 검은 메시아(Judas and the Black Messiah)"의 사운드트랙 "라스트 맨 스탠딩(Last Man Standing)"에 출연했다. 3월 5일, 바틀렛은 2021년 영화 "Boogie"의 사운드트랙에 출연하였다. 바틀렛(Bartlett)은 3월 19일 발매된 Headshot(노래)에서 릴 티제이(Lil Tjay), 피비오 포린( Fivio Foreign)과 함께 공동 작업을 했다. 2021년 4월 9일에 발매된 그의 노래 "Rapstar"는 빌보드 핫 100에서 2021년 1위로 데뷔했다. 5월 17일, 그는 세 번째 정규 앨범 "Hall of Fame (Polo G album)"의 녹음을 마쳤다고 발표했다. 그는 5월 21일 릴 웨인과 함께 이 음반의 네 번째 싱글 "Gang Gang (폴로 지와 릴 웨인의 노래)"을 발매했고, 이 곡은 핫 100에서 33위에 올랐다. 6월 11일, 바틀렛은 "Hall of Fame"을 발매했다. 그는 이 음반의 디럭스 에디션인 "Hall of Fame 2.0"을 2021년 12월 3일에 발매했다. 이 앨범에는 이전 20곡 외에 14곡의 신곡들이 수록되어 있으며,릴 베이비, 머니백요(Moneybagg Yo), 영리브(YungLiV), 엔엘이 쵸파(NLE Choppa), 릴 티제이(Lil Tjay)의 게스트 출연을 포함했다.

## 예술성
폴로 G는 원래 시카고의 드릴 음악 사운드로 알려졌으나, 결국 더 멜로디적인 스타일로 전환되었다. 그는 "생동적이고 노골적인 스토리텔링"으로 유명하다.; 그의 가사는 종종 인종차별과 정신 건강을 포함한 어려운 주제들을 포함한다. 그는 미국의 래퍼 릴 웨인과 투팍 사커가 그의 가장 큰 영향이라고 말했다. 그는 또한 구찌 메인과 시카고 래퍼 릴 더크를 들으며 자랐으며, 학교에서 G herbo와 함께 있었다.

## 개인사
바틀렛은 2019년 7월 6일에 태어난 아들이 있다.
2019년 8월 12일 바틀렛(Bartlett)은 파티에서 치명적인 약물 과다복용으로 병원에 입원했다. 앞서 언급한 입원과 동료 래퍼이자 친구인 쥬스 월드의 죽음으로 인해 그는 MDMA와 자낙스를 그만두었다.

## 디스코그래피
- Die a Legend (2019)
- The Goat (2020)
- Hall of Fame (2021)
- Hall of Fame 2.0 (2021)

## 필모그래피
| 연도 | 제목                       | 역할 | 각주   |
| ---- | -------------------------- | ---- | ------ |
| 2021 | Juice Wrld: Into the Abyss | 본인 | [ 37 ] |

## 수상 및 후보
| 시상식                 | 연도 | 후보      | 부문                 | 결과 | 각주   |
| ---------------------- | ---- | --------- | -------------------- | ---- | ------ |
| 브릿 어워드            | 2022 | "Rapstar" | 올해의 해외 노래     | 후보 | [ 38 ] |
| MTV 비디오 뮤직 어워드 | 2021 | 폴로 지   | 최우수 신인 아티스트 | 후보 | [ 39 ] |
| MTV 비디오 뮤직 어워드 | 2021 | "Rapstar" | 최우수 힙합          | 후보 | [ 39 ] |